# Vak Didümosz
Vak Szent Didümosz vagy Alexandriai Szent Didümosz (ógörögül: Δίδυμος ο Τυφλός, latinul: Didymus Caecus), (313? – 398. október 18.) görög laikus teológus, tanár, egyházi író.

## Élete
Didümosz gyermekkorától vak volt, ezért le kellett mondania a papi pályáról. Rendkívül széles körű világi irodalmi műveltsége bölcseleti érzékkel, írói készséggel és pedagógiai adottsággal párosult. Ő volt az utolsó számottevő alexandriai tudós: előbb a katekéta iskola tanára volt, majd saját iskolát alapított. Mintegy 50 esztendőn keresztül tanított. Tanítványai sorából került ki Szent Jeromos, Tyrannius Rufinus és Palladiosz. Alexandriai Szent Atanázhoz hasonlóan a niceai hitvallás védői közé tartozott. Didümosz tanításában Órigenészt követte. A lélek előéletéről és a feltámadásról vallott órigenista felfogása miatt az 553. évi egyetemes zsinat elítélte, Didümosz ugyanis – Órigenész nyomán – tanította a lelkek világ előtti létét, és a mindenség eredeti állapotának helyreállítását (apokatasztazisz), illetve ezen belül azt, hogy a végső állapotban a rossznak nem lesz helye, és a gonosz szellemek is meg fognak térni. Ez okból maradt nagy irodalmi működéséből olyan kevés ránk, mert írásait megsemmisítették.

## Művei
Műveinek töredékeit 1941-ben a Kairó melletti Turában folytatott ásatások alkalmával találták meg. A szövegkritikai munkát két testvér, F. és J. A. Mingarelli végezte. Didümosz töredékei között a Biblia-kommentárok maradványai gazdag exegetikus sorozatra engednek következtetni.
Didümosz stílusa nyugodt, előadása tárgyilagos, mondanivalója közérthető. Ez különbözteti meg Órigenésztől. A kommentárokból Cassiodorus fordított latinra szemelvényeket Brevis enarratio in epistolas canonicas címmel. A Szentháromságról és a Szentlélekről írt tanulmányaiból Szent Jeromos ragadott ki részleteket és ültetett át latinra. A manicheusok ellen készült irata az egyetlen polemikus írása, amelyet ismerünk. Didümosz vérbeli pedagógus, aki írásaiban is megmarad előadónak; teológiai műveiben népies hasonlatokat mert alkalmazni, hogy elevenné és érthetővé tegye az elvont fogalmakat.

## Idézet
| „                            | Ugyanez idő tájt egy másik hűséges férfit is mutatott Isten, és úgy rendelte, hogy ő tegyen tanúságot a hitről. Didümosz, ez a csodálatos és művelt férfi ugyanis ebben az időben tevékenykedett, és mindenfajta tudományban kiváló eredményeket ért el. [...] Azt mondják, hogy már korábban, Valens idejében találkozott ezzel a Didümosszal Antóniosz, amikor az ariánusok miatt Alexandriába jött, és amikor megértette, milyen bölcs ez a férfi, azt mondta neki: »Egyáltalán ne zavarjon, ó Didümosz, hogy elvesztetted érzéki szemed világát! Hiszen olyan szemed nincs, mint amilyennel a legyek és a szúnyogok is tudnak látni, de annak örülj, hogy olyan szemed van, amilyennel az angyalok is látnak, amilyennel Istent is lehet szemlélni, és amely az Ő világosságát fogja fel.« | ” |
| – Szókratész: Egyháztörténet | |   |

| „                                                                   | CIX. rész. DIDÜMOSZ, az alexandriai, aki kisgyermek korától fogva vak volt, ennélfogva nem is tud írni, de mégis mindenki előtt ámulatos, hogy a dialektikát és a geometriát, melyekhez olyan igen szükséges a látóerő, szinte tökéletes formában elsajátította. Megannyi kitűnő munkát írt: minden zsoltárhoz magyarázatot, hasonlóképpen Máté és János evangéliumához, írt a (keresztény tanítás) alaptételeiről, két könyvet az ariánusok ellen, egy könyvet a Szentlélekről, amelyet én lefordítottam latinra, tizennyolc értekezést Izaiáshoz, Ozeáshoz három kötetnyi magyarázatot, ezeket hozzám címezte, ugyancsak az én kérésemre írta meg Zakariáshoz öt könyvét, Jóbhoz írt magyarázatokat, és még annyi mást is, amelyeket számba venni külön jegyzék nélkül szinte lehetetlen. Napjainkban is él, nyolcvanharmadik esztendejét már betöltötte. | ” |
| – Hieronymus presbiter: A kiváló férfiakról (ford. Ladocsai Gáspár) | |   |

## Magyarul megjelent művei
- A Szentlélekről; ford., bev., jegyz. Csizmár Oszkár; Jel, Bp., 2012 (Ókeresztény örökségünk) ISBN 9786155147173